# Laboratorio

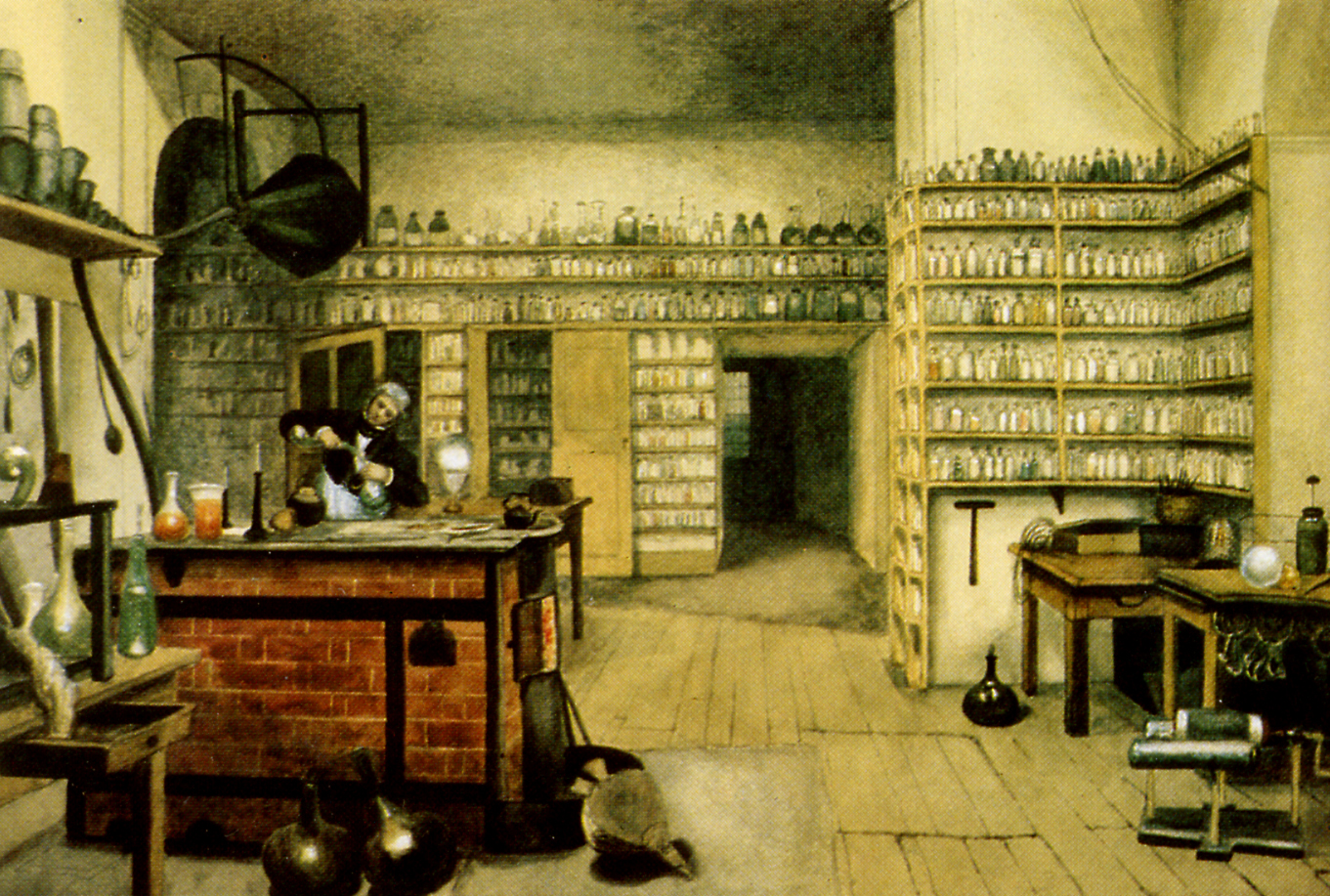
Michael Faraday, fisico e chimico del XIX secolo nel suo laboratorio

Un laboratorio (dal latino medievale laboratorium, derivato da laborare ovvero "lavorare") è un edificio o un locale attrezzato e dedicato allo studio di un determinato argomento, non necessariamente scientifico.
Un laboratorio scientifico è un locale che fornisce condizioni controllate nelle quali possono essere eseguiti esperimenti scientifici, ricerche e misure. Laboratori sono anche locali, spazi comuni o privati dove gli artisti creano, studiano e sperimentano nuove tecniche e idee. I più importanti laboratori scientifici al mondo fanno parte dei maggiori centri di ricerca al mondo, nei quali lavorano migliaia di ricercatori scientifici.

## Storia
I primi esempi di "laboratori" registrati in inglese riguardavano l'alchimia e la preparazione di medicinali. 
L'emergere della Big Science (un termine usato da scienziati e storici della scienza per descrivere una serie di cambiamenti nella scienza avvenuti nelle nazioni industrializzate durante e dopo la seconda guerra mondiale) aumentò le dimensioni dei laboratori e delle apparecchiature scientifiche, introducendo acceleratori di particelle e dispositivi simili.

### I primi laboratori
Il primo laboratorio conosciuto è un laboratorio domestico di Pitagora di Samo, il famoso filosofo e scienziato greco. Fu creato quando Pitagora condusse un esperimento sui toni del suono e sulla vibrazione delle corde. 
Nel dipinto con protagonista Louis Pasteur di Albert Edelfelt nel 1885, Pasteur viene mostrato mentre confronta una nota nella mano sinistra con una bottiglia piena di un solido nella mano destra e non indossa alcun dispositivo di protezione individuale. 
La ricerca in team è iniziata nel 19º secolo e nel 20º secolo sono stati sviluppati molti nuovi tipi di attrezzature. 
Un laboratorio alchemico sotterraneo del XVI secolo è stato scoperto casualmente nel 2002. Si suppose che il proprietario fosse Rodolfo II, imperatore del Sacro Romano Impero. Il laboratorio si chiama Speculum Alchemiae ed è conservato come museo a Praga.

## Attrezzature e forniture
L'attrezzatura di laboratorio si riferisce ai vari strumenti e attrezzature utilizzati dagli scienziati che lavorano in un laboratorio.

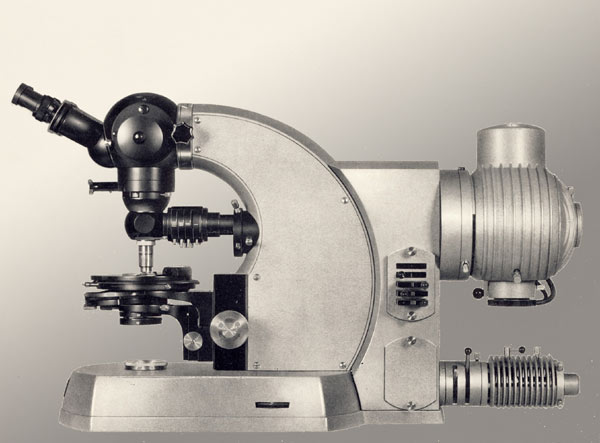
Microscopio a fluorescenza (Carl Zeiss, Goettingen, 1965 circa)

L'attrezzatura classica comprende strumenti come becchi Bunsen e microscopi, nonché apparecchiature speciali come camere di condizionamento operante, spettrofotometri e calorimetri. Le apparecchiature di laboratorio sono generalmente utilizzate per eseguire un esperimento o per effettuare misurazioni e raccogliere dati. Apparecchiature più grandi o più sofisticate sono generalmente chiamate strumenti scientifici.

### Laboratori chimici
- Vetreria da laboratorio come il becher o il flacone dei reagenti
- Dispositivi analitici come HPLC o spettrofotometri

### Laboratori di biologia molecolare e Laboratori di scienze della vita (life science)
- Autoclave
- Microscopio
- Centrifughe
- Agitatori e miscelatori
- Pipetta
- Termociclatori (PCR)
- Fotometro
- Frigoriferi e Congelatori
- Macchina di prova universale (UTM)
- Congelatori ULT
- Incubatrici
- Bioreattore
- Armadi di sicurezza biologica
- Strumenti di sequenziamento
- Cappa aspirante
- Camera ambientale
- Umidificatore
- Bilancia
- Reagenti
- Polimeri consumabili per piccoli volumi (scala µL e mL), principalmente sterili

## Sicurezza

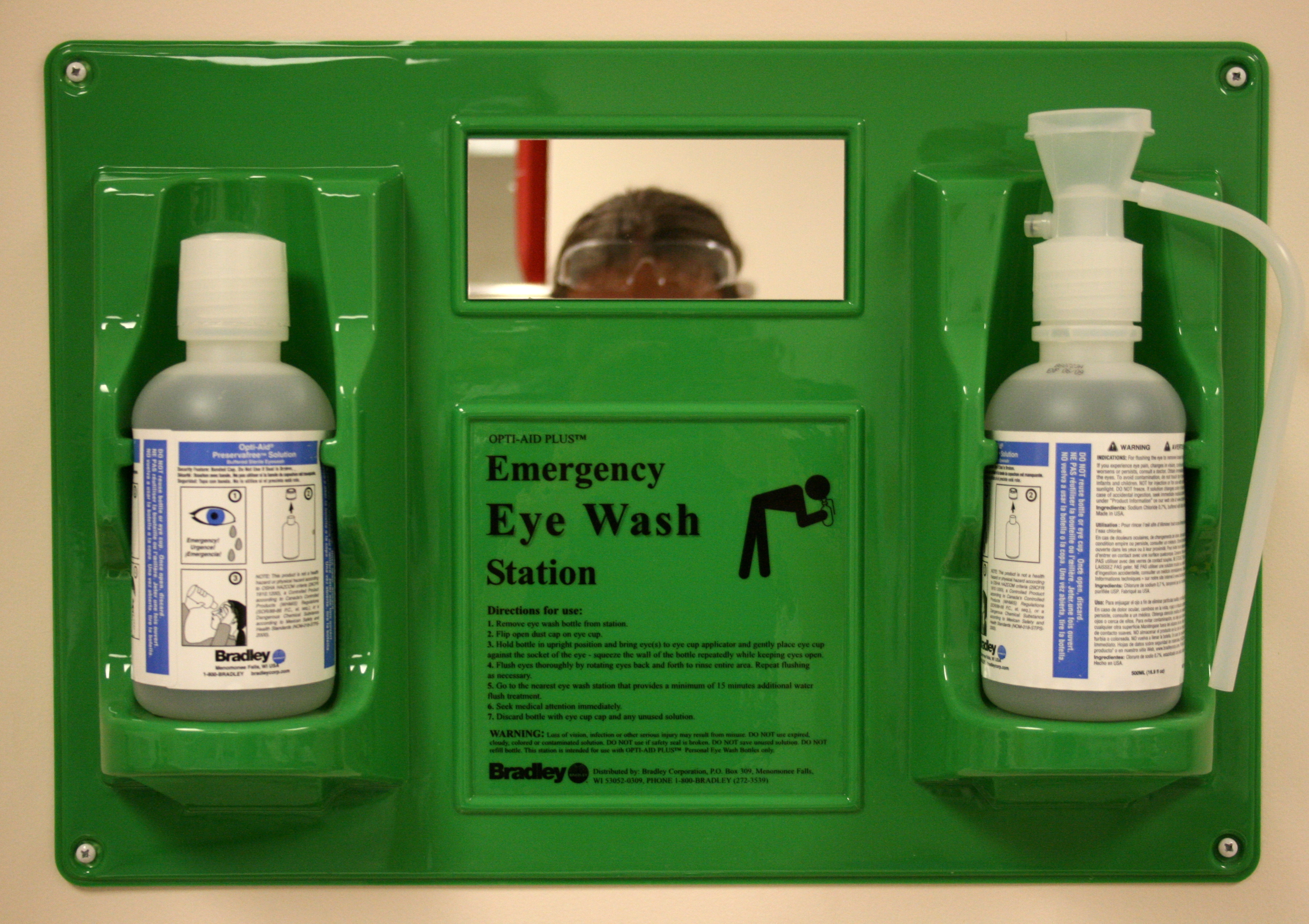
Una stazione di lavaggio oculare in un laboratorio.

In molti laboratori sono presenti dei rischi. I rischi di laboratorio potrebbero includere: 
- veleni
- agenti infettivi
- materiali infiammabili
- materiali esplosivi o radioattivi
- macchine mobili
- inalazioni di sostanze tossiche
- temperature estreme
- laser
- campi magnetici o alta tensione

Pertanto, le precauzioni di sicurezza sono di vitale importanza. Esistono regole per ridurre al minimo il rischio per l'individuo e le apparecchiature di sicurezza vengono utilizzate per proteggere gli utenti del laboratorio da lesioni o per aiutare a rispondere a un'emergenza.

## Sostenibilità

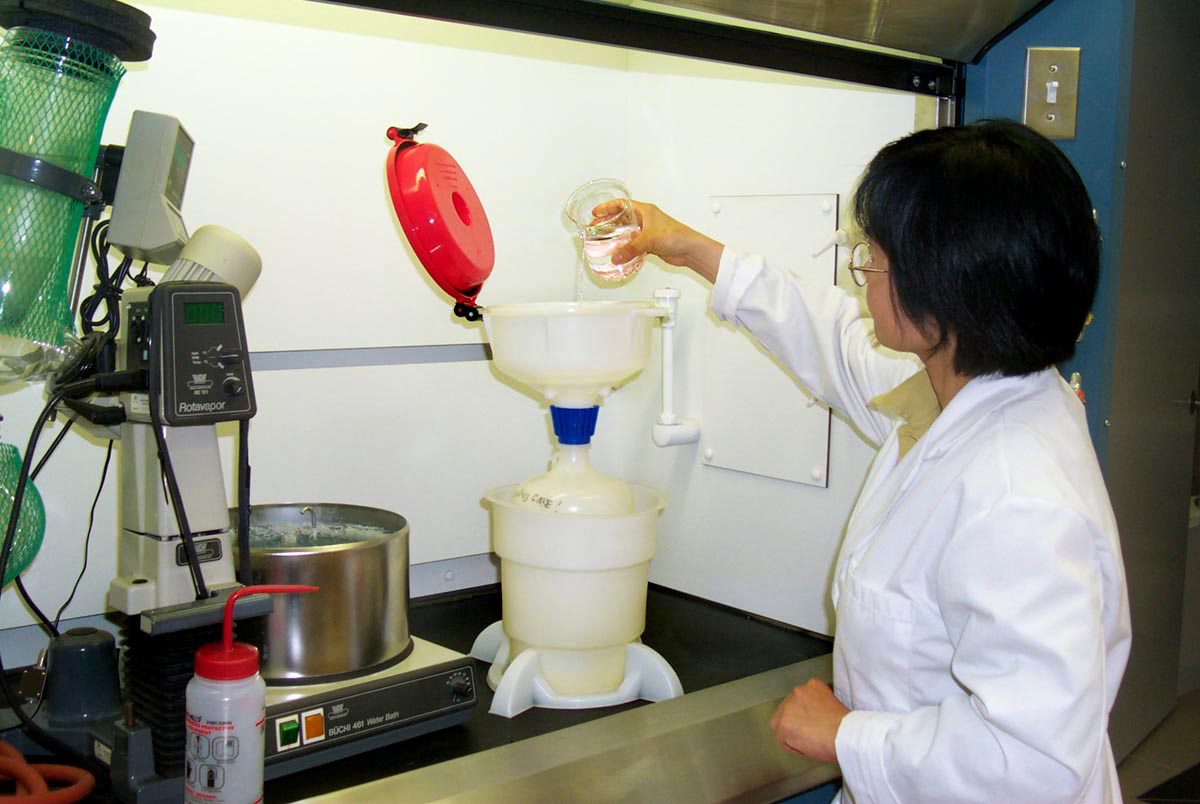
Un tecnico di laboratorio dimostra il corretto smaltimento dei rifiuti pericolosi con l'imbuto ECO.

I laboratori di ricerca dotati di apparecchiature ad alta intensità energetica utilizzano da tre a cinque volte più energia per metro quadrato rispetto alle aree degli uffici. Molti laboratori stanno cercando di ridurre al minimo il proprio impatto ambientale riducendo il consumo di energia, il riciclaggio e implementando processi di raccolta differenziata per garantire il corretto smaltimento. Alcune best practises sono:
- Cappa aspirante. Presumibilmente il principale contributo a questo elevato consumo di energia sono le cappe chimiche[14].
- Congelatori. Normalmente, i congelatori vengono mantenuti a -80 °C. Uno di questi dispositivi può consumare fino alla stessa quantità di energia di una famiglia unifamiliare (25 kWh al giorno)[17]. Aumentando la temperatura a -70 °C è possibile utilizzare il 40% di energia in meno e conservare la maggior parte dei campioni in modo sicuro[18].
- Condensatori ad aria. È possibile ridurre al minimo il consumo di acqua passando da condensatori raffreddati ad acqua (condensatore Dimroth) a condensatori raffreddati ad aria (colonna di Vigreux), che sfruttano l'ampia superficie per raffreddare[19].
- Elettronica di laboratorio. L'uso dei forni è molto utile per asciugare la vetreria, ma queste installazioni possono consumare molta energia. L'impiego di timer per regolarne l'uso durante le ore notturne e nei fine settimana, può ridurre enormemente il loro impatto sul consumo di energia[20].
- Lo smaltimento dei rifiuti contaminati chimicamente/biologicamente richiede molta energia. Non tutti gli oggetti in un laboratorio sono contaminati, ma spesso finiscono nei rifiuti contaminati, aumentando i costi energetici per lo smaltimento. Un buon sistema di selezione e riciclaggio dei rifiuti di laboratorio non contaminati consentirà agli utenti del laboratorio di agire in modo sostenibile e di smaltire correttamente i rifiuti[21].

## Organizzazione
L'organizzazione dei laboratori è un'area di interesse in sociologia. Gli scienziati valutano come organizzare il loro lavoro, che potrebbe essere basato su temi, team, progetti o campi di competenza. Il lavoro è suddiviso, non solo tra le diverse mansioni del laboratorio come ricercatori, ingegneri e tecnici, ma anche in termini di autonomia (se il lavoro è individuale o in gruppo). Ad esempio, un gruppo di ricerca ha un programma in cui conduce ricerche sul proprio argomento di interesse per un giorno della settimana, ma per il resto lavora su un determinato progetto di gruppo.

## Sottogeneri

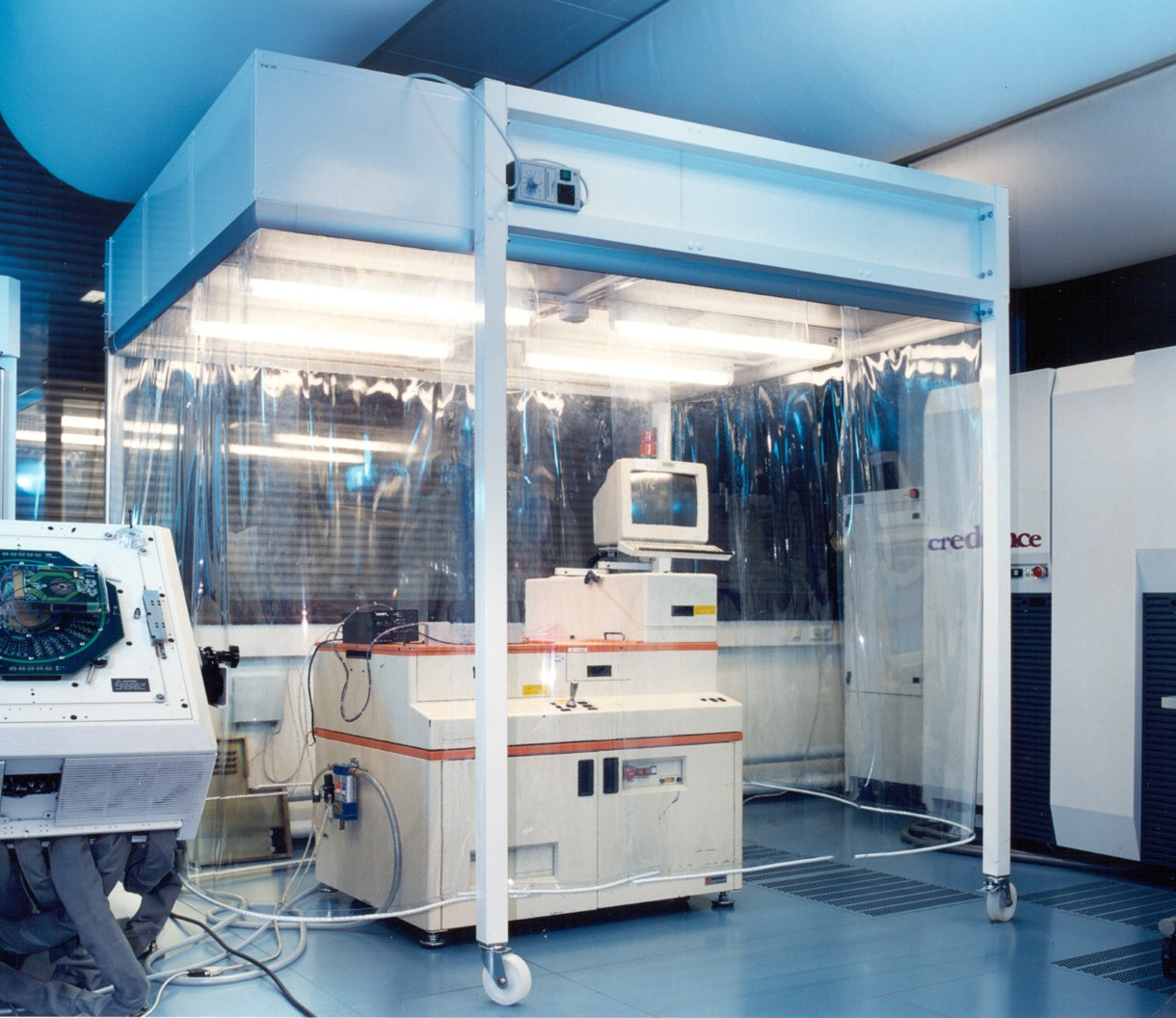
Cabina in una camera bianca

Il titolo di laboratorio viene utilizzato anche per alcune altre strutture in cui i processi o le apparecchiature utilizzate sono simili a quelli dei laboratori scientifici. Questi includono in particolare:
- Laboratorio cinematografico o camera oscura
- Laboratorio clandestino per la produzione di droghe illegali
- Laboratorio di informatica
- Laboratorio criminale utilizzato per elaborare le prove sulla scena del crimine
- Laboratorio linguistico
- Laboratorio medico (comporta la manipolazione di composti chimici)
- Laboratorio di sanità pubblica
- Laboratorio industriale
- Laboratorio pulito o camera bianca

## Galleria d'immagini

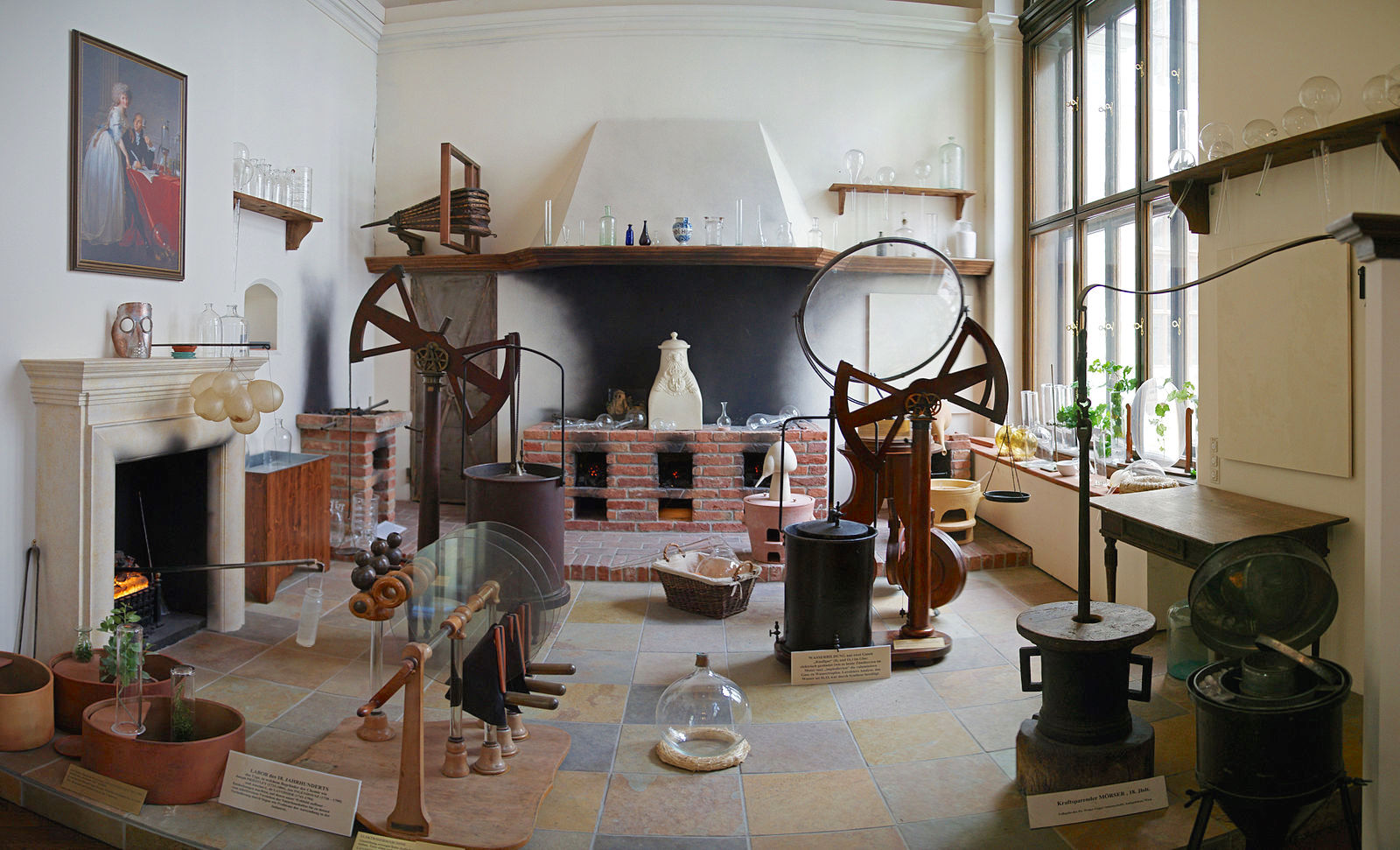
Laboratorio di chimica del 18º secolo, del tipo usato da Antoine Lavoisier e dai suoi contemporanei
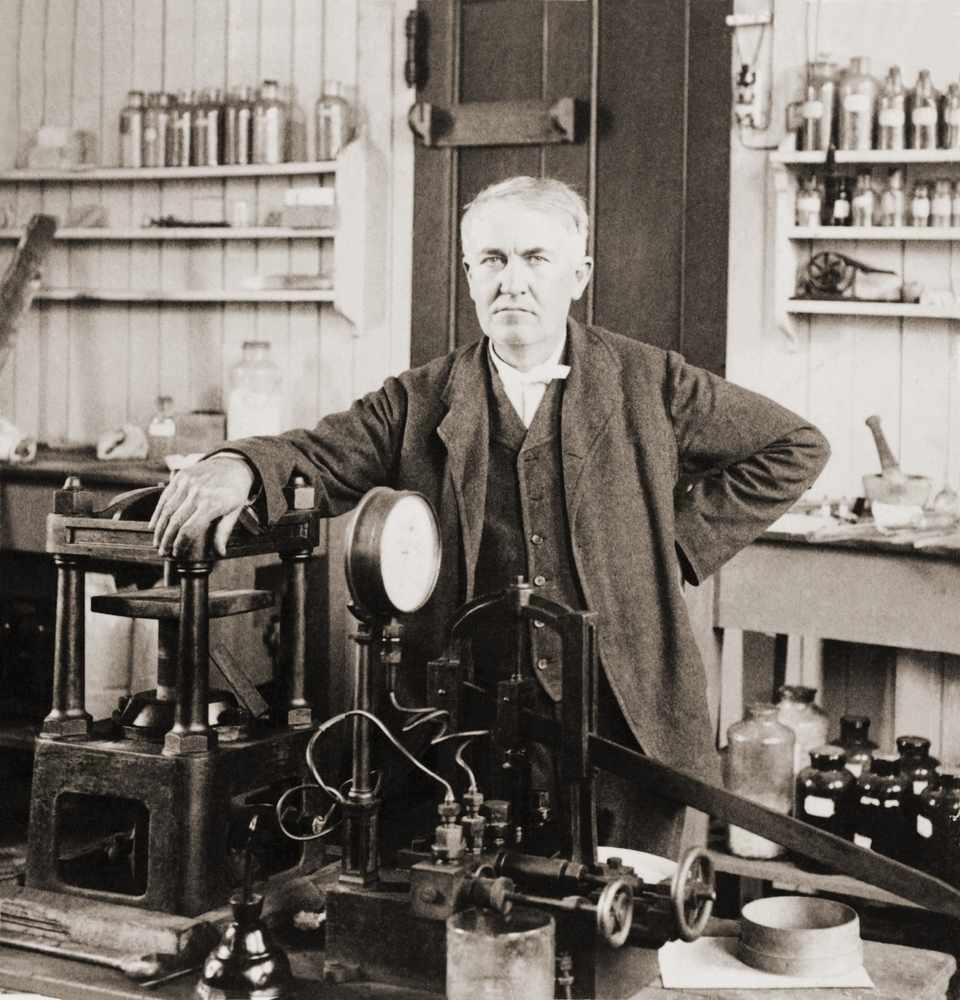
Thomas Edison nel suo laboratorio, 1901
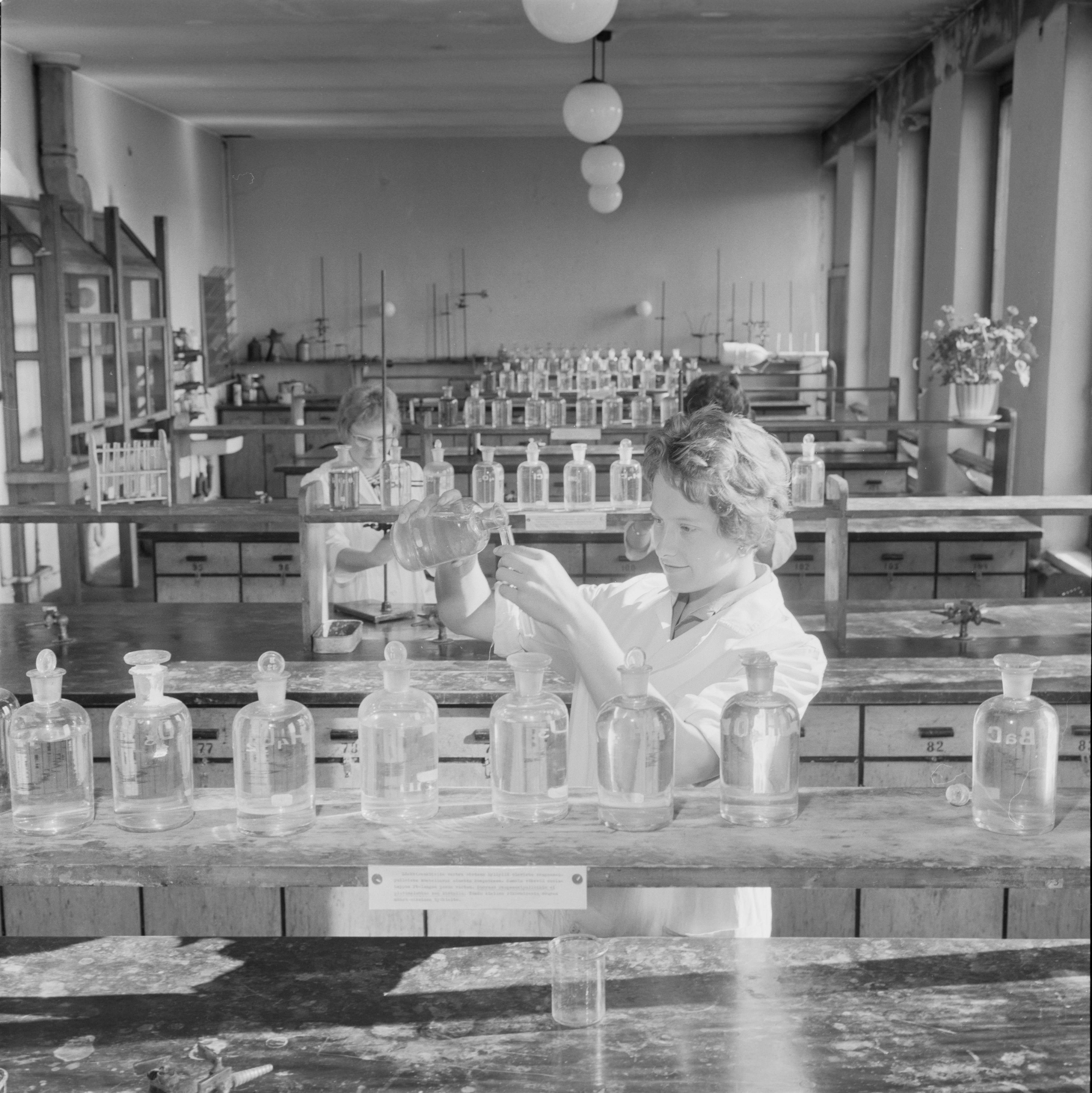
Un laboratorio del Dipartimento di Chimica dell'Università di Helsinki il 23 settembre 1960
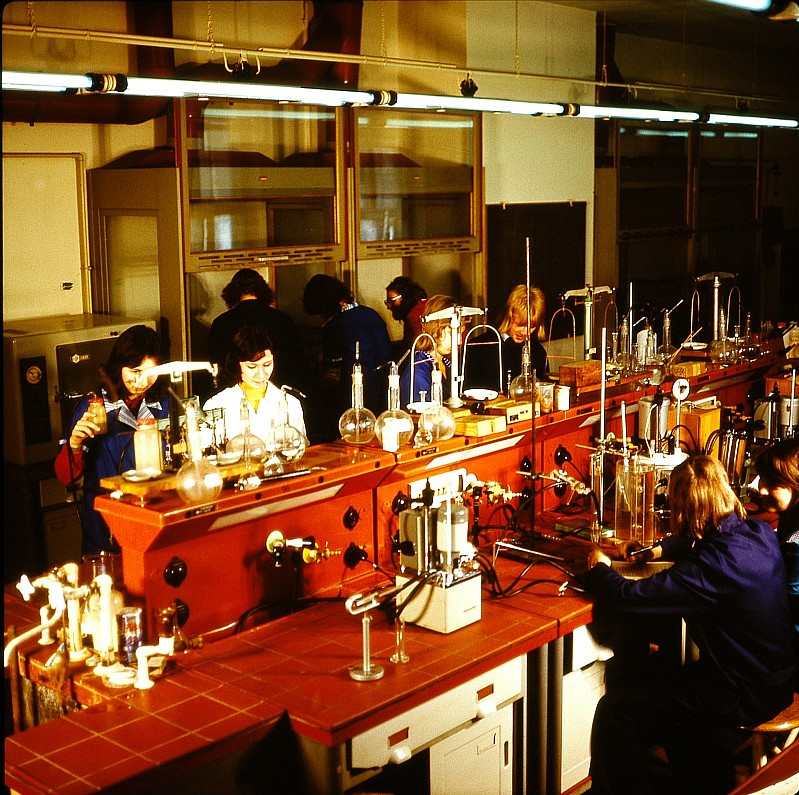
Un laboratorio negli anni '70